# Château de Montesson
Pour les articles homonymes, voir Montesson (homonymie).
Le château de Montesson est situé à Bais, à 800 mètres à l'ouest du bourg, dans le département de la Mayenne. 

## Désignation
- Montouesson, 1415[1] ;
- Montrouesson, 1458[2] ;
- La maison seigneuriale de Montessun, 1645[3] ;
- Montesson, château, chapellenie (Hubert Jaillot), château, village (Carte de Cassini).

## Histoire
En 1586, Henri III autorisa René de Montesson à fortifier de nouveau son château. C'est alors qu'il creusa les douves, qu'on construisit encore une enceinte flanquée de tours aujourd'hui rasées à hauteur de parapet, et qu'on édifia le pavillon carré, flanqué de tourelles rondes, qui couvrait le proche et son double pont-levis. Sauf qu'une des deux tourelles est réduite comme celles de l'enceinte, ce châtelet est conservé avec ses ornements verliculés, ses modillons, ses toits aux formes tourmentées, celui du pavillon en contrecourbes sur les quatre côtés, celui de la tourelle subsistante en forme de cloche étranglée, puis renflée et presque sphérique au sommet. Des meurtrières horizontales commandent les abords du pont. L'œuvre de René de Montesson se borna probablement à cet édifice.
Le château fut pourtant habité pendant une grande partie du XVIIe siècle. Mais il faut croire que les châtelains se contentèrent de l'ancien logis qui se voit encore dans l'enclos des douves, remanié à l'époque où se construisit le portail, et qui probablement a subi depuis mainte suppression.
En 1765, le château est composé d'un corps de logis où il y « a cave, cuisine, office, salle basse, salle haute, cabinet ou pavillon, et une chapelle ; une petite cour au derrière d'icelle, cour-au-devant dans laquelle sont les écuries, un portail bâti à dosme, deux petites tours à côté d'icelluy ; pont-levis sous le portail, jardins y tenant entourés de murailles à double fossés, l'un plein d'eau vive, l'autre à sec ; une basse-cour où est la maison du fermier, fuie et colombier ; une allée pavée de pierre qui va du château au bourg de Bais ». Le manoir devait en effet être assez modeste, car dans l'expertise de la terre, en 1778, il n'est, avec son enclos et ses dépendances, estimé que 5 050#, alors que la métairie en vaut 39 000.
Les habitants de l'élection du Mans sont déchargés, le 13 janvier 1597, du prix du blé trouvé dans les châteaux de Mayenne et de Montesson, et que le prince de Conti leur aurait été abandonné. Le château nouvellement remparé de René de Montesson aurait donc été visité, occupé peut-être, par les troupes royales à l'époque des derniers troubles religieux.
Aujourd'hui le château de Montesson par un arrêté du 3 juin 1996 est inscrit à l'inventaire supplémentaire des monuments historiques,.
Le château de Montesson est resté pendant longtemps la propriété de la famille Montesson, mais faute de moyens, ils ont dû le vendre à des particuliers.

## Seigneurs

### Montesson
- Jean de Montesson, marié en 1370 à Jeanne des Barres, fille de Gillot des Barres et de Marguerite de Brécé ;
- Jean Hubert, seigneur de Montesson, mari : * de Robine de Chantepie, * de Marie du Cormier, 1417, donne procuration en 1423 et teste en 1432, demandant un voyage à Saint-Mathurin de Larchamp pour Marie du Cormier, sa femme, un autre à Saint-Girard de Séez pour sa première femme, etc. Il avait été prisonnier des Anglais.
- Raoul Hubert de Montesson, mari de Jeanne Chalmel, 1456, en procès avec Pierre de Bouillé, seigneur de la Valette, 1490, s'il n'y a point deux personnages du même nom dans ce laps de temps ;
- Etienne de Montesson, mari de Jeanne Le Verrier du Layeul, 1468 ;
- Gervais de Montesson, marié le 13 janvier 1492 avec Guyonne de Bouillé ;
- René de Montesson ;
- Charles de Montesson, marquis de Montesson, 1660 ;
- Guy de Montesson[6] ;
- Jean-Baptiste de Montesson (1646-1731) ;
- Jean-Baptiste de Montesson (1687-1769). Jean-Baptiste de Montesson (1687-1769), est le mari de Charlotte Jeanne Béraud de La Haye de Riou, maîtresse en titre de Louis-Philippe d'Orléans.

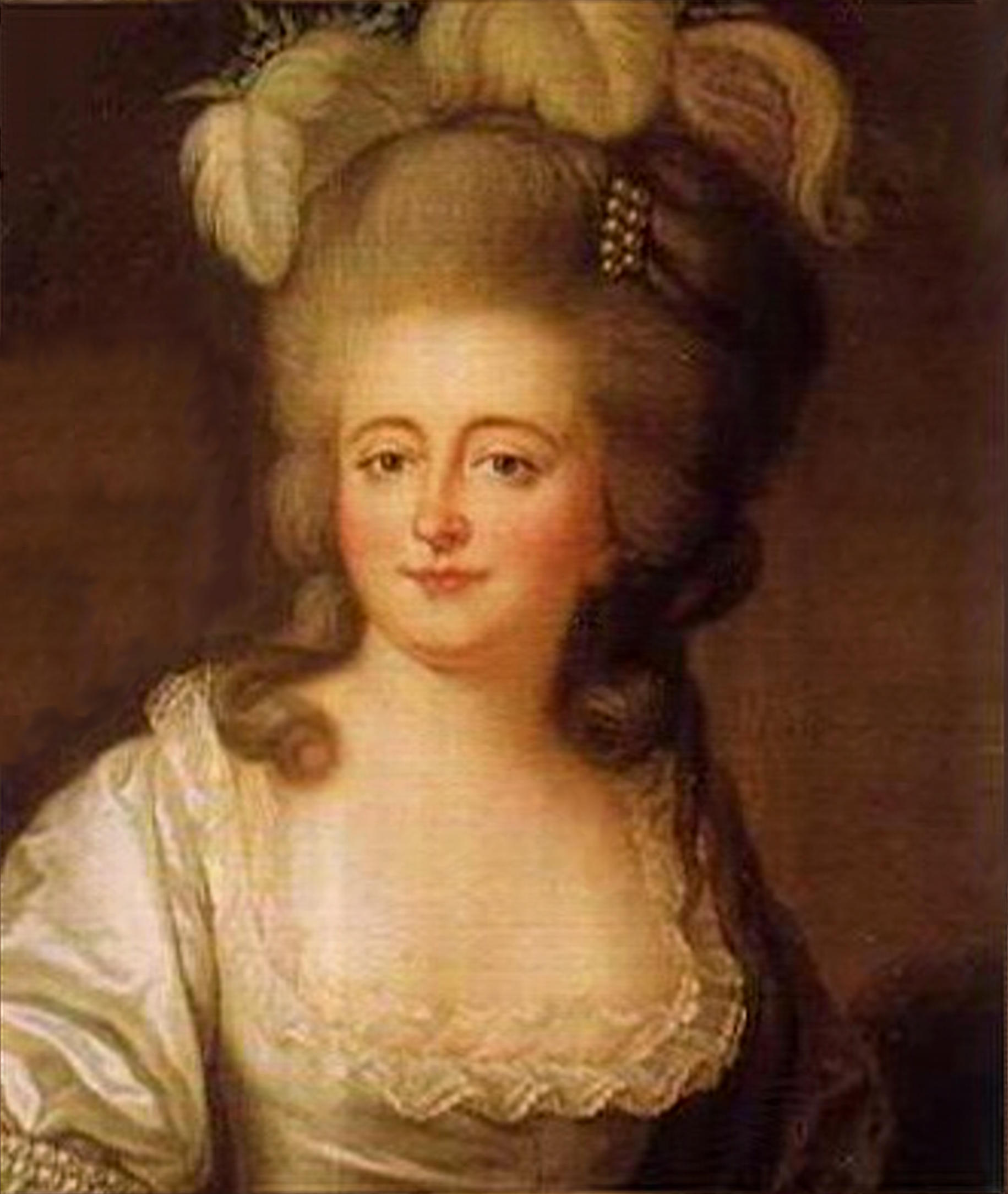
Madame de Montesson par Élisabeth Vigée-Lebrun, vers 1779.

Montesson, qui formait un des lots de l'immense fortune du précédent, échut à Mathurin-Armand de Vassé qui le céda en 1775 à son fils, Alexis-Bruno de Vassé-Montesson, sur qui il y eut vente nationale, le 27 fructidor an VII. Les enfants de l'acquéreur revendirent le château à l'héritier de la branche cadette de Montesson, René-Charles, marquis de Montesson. 
Les derniers tenants de la Petite Église dans la région occupait le château au début du XXe siècle.

### Sources et bibliographie
- « Château de Montesson », dans Alphonse-Victor Angot et Ferdinand Gaugain, Dictionnaire historique, topographique et biographique de la Mayenne, Laval, A. Goupil, 1900-1910 [détail des éditions] (BNF 34106789, présentation en ligne)